# جا مورانت
تيميتريوس جامِل «جا» مورانت (بالإنجليزية: Ja Morant)‏ (من مواليد 10 أغسطس 1999) هو لاعب كرة سلة أمريكي محترف في فريق ممفيس غريزليس التابع لاتحاد كرة السلة الوطني (NBA). لعب كرة السلة الجامعية لفريق موراي ستيت رايسر، حيث كان الفريق الأول المتفق عليه في أول-أميريكان كطالب في السنة الثانية في عام 2019. تم اختياره من قبل غريزليس مع اختيار العام الثاني في مسودة إن بي أي 2019 وحصل على إن بي أي أفضل لاعب صاعد في السنة في عام 2020. تم اختيار مورانت في أول لعبة إن بي أي أُول-ستار له في عام 2022 كبداية، وفاز بجائزة إن بي أي الأكثر تحسنًا في نهاية الموسم.
تم تجنيد مورانت بشكل طفيف فقط من قبل برامج الرابطة الوطنية لرياضة الجامعات القسم 1 ولم يتم تصنيفه من خلال خدمات التجنيد الرياضي، على الرغم من أنه حصل على لقب اللاعب الأكثر قيمة أول-ريجون (كل-المنطقة) ثلاث مرات وحصوله على مرتبة الشرف في جميع الولايات في مدرسة كريستوود الثانوية في سومتر، ساوث كارولينا. ومع ذلك، فقد كان له تأثير فوري في جامعة ولاية موراي، حيث حصل على مرتبة الشرف من الفريق الأول في جميع المؤتمرات في مؤتمر وادي أوهايو (OVC) كطالب جديد. كان لديه بروز في موسم السنة الثانية. تم رؤيته يفوز بجائزة أفضل لاعب في مؤتمر أوهايو فالي لهذا العام بالإضافة إلى قيادة الرابطة الوطنية لرياضة الجامعات في التمريرات الحاسمة. أيضًا بصفته طالبًا في السنة الثانية، أصبح مورانت أول لاعب في تاريخ الرابطة الوطنية لرياضة الجامعات بمتوسط 20 نقطة وأكثر من 10 تمريرات حاسمة في كل مباراة لموسم واحد.

## حياة مبكرة
وُلِد مورانت في دالزيل بولاية ساوث كارولينا، لأبوين تي وجيمي مورانت. كانت والدته تلعب في موقع حارسة النقطة في المدرسة الثانوية ولاعبة كرة لينة في الكلية، بينما كان والده زميلًا في المدرسة الثانوية لراي ألين ولعب كرة السلة في جامعة كلافلين. بعد اللعب بشكل شبه احترافي، فكر تي في لعب كرة المحترفين في الخارج. ولكن عندما حمل جيمي بجا، تخلى عن مسيرته الكروية وبقي في المنزل، وأصبح حلاقًا بدلاً من ذلك.
تدرب مورانت في الفناء الخلفي لمنزله مع والده، الذي علمه الخطوة إلى الوراء مع تسديدة القفز واشترى إطارات جرار له لممارسة القفز بهبوط سَلِس. في طفولته، غالبًا ما كان يواجه خصومًا أكبر سناً، يقول لأمه، «أنا لست قلقًا بشأن الأطفال الكبار». لعب مورانت في دائرة اتحاد الرياضيين الهواة (AAU) مع فريق ساوث كارولينا هورنتس، وهو فريق شعبي صغير مقره كولومبيا، ساوث كارولينا. لموسم واحد، كان زميلًا في الفريق مع زيون ويليامسون، الذي أصبح أحد أفضل اللاعبين في فئته.
التحق مورانت بمدرسة كريستوود الثانوية في سومتر بولاية ساوث كارولينا. نشأ من 5 قدم 9 في (1.75 م) حتى 6 قدم 0 في (1.83 م) في السنوات الثلاث الأولى له مع الفريق. غادر مورانت قائمة الهدافين على الإطلاق، برصيد 1,679 نقطة، وسجل أعلى مستوى في مسيرته 47 نقطة ضد مدرسة سمتر الثانوية. في الموسمين الأخيرين له في كريستوود، بلغ متوسطه 27 نقطة، 8 متابعات، 8 تمريرات حاسمة في كل لعبة، وربح تكريم ولاية ساوث كارولينا من الدرجة 3أ (3A) في كل ولاية في كلا العامين. كما أنهى مورانت المدرسة الثانوية كأكثر لاعب قيمة ثلاث مرات في أول-ريجون (كل المنطقة). لم يستطع فعل الدانك حتى أصبح كبيرًا.

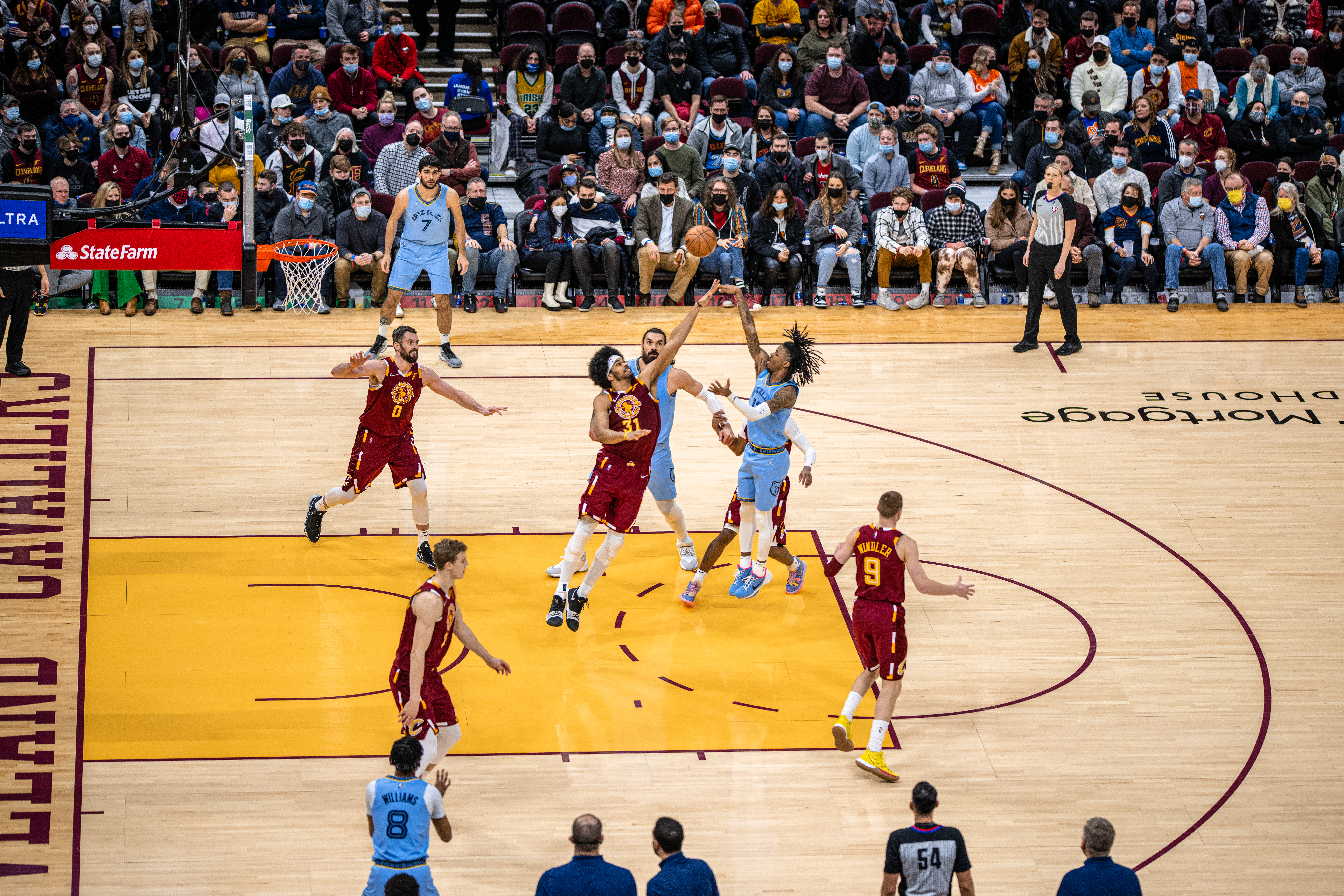
مورانت ضد كليفلاند كافالييرز في 2022

## إحصائيات المهنة

### الدوري الأمريكي للمحترفين

#### موسم عادي
| السنة    | الفريق             | لعب | بدأ | دقيقة | ميداني% | ثلاثية | حرة  | ارتداد | صنع | استلاب | تصدي | نقطة |
| -------- | ------------------ | --- | --- | ----- | ------- | ------ | ---- | ------ | --- | ------ | ---- | ---- |
| 2019–20  | ممفيس [الإنجليزية] | 67  | 67  | 31.0  | .477    | .335   | .776 | 3.9    | 7.3 | .9     | .3   | 17.8 |
| 2020–21  | ممفيس [الإنجليزية] | 63  | 63  | 32.6  | .449    | .303   | .728 | 4.0    | 7.4 | .9     | .2   | 19.1 |
| 2021–22  | ممفيس              | 57  | 57  | 33.1  | .493    | .344   | .761 | 5.7    | 6.7 | 1.2    | .4   | 27.4 |
| مسيرة    | مسيرة              | 187 | 187 | 32.2  | .474    | .327   | .754 | 4.5    | 7.1 | 1.0    | .3   | 21.2 |
| أول-ستار | أول-ستار           | 1   | 1   | 15.0  | .500    | .000   | –    | 1.0    | 3.0 | .0     | .0   | 6.0  |

#### تصفيات
| السنة | الفريق             | لعب | بدأ | دقيقة | ميداني% | ثلاثية | حرة  | ارتداد | صنع | استلاب | تصدي | نقطة |
| ----- | ------------------ | --- | --- | ----- | ------- | ------ | ---- | ------ | --- | ------ | ---- | ---- |
| 2021  | ممفيس [الإنجليزية] | 5   | 5   | 40.6  | .487    | .323   | .775 | 4.8    | 8.2 | .4     | .0   | 30.2 |
| مسيرة | مسيرة              | 5   | 5   | 40.6  | .487    | .323   | .775 | 4.8    | 8.2 | .4     | .0   | 30.2 |

### كلية
| * | قاد الرابطة الوطنية لرياضة الجامعات القسم 1 |

| السنة                | الفريق      | لعب | بدأ | دقيقة | ميداني% | ثلاثية | حرة  | ارتداد | صنع   | استلاب | تصدي | نقطة |
| -------------------- | ----------- | --- | --- | ----- | ------- | ------ | ---- | ------ | ----- | ------ | ---- | ---- |
| 2017–18 [الإنجليزية] | موراي ستيت ‏ | 32  | 32  | 34.0  | .459    | .307   | .806 | 6.5    | 6.3   | .9     | .4   | 12.7 |
| 2018–19 [الإنجليزية] | موراي ستيت ‏ | 33  | 33  | 36.6  | .499    | .363   | .813 | 5.7    | 10.0* | 1.8    | .8   | 24.5 |
| مسيرة                | مسيرة       | 65  | 65  | 35.3  | .485    | .343   | .810 | 6.1    | 8.2   | 1.4    | .6   | 18.7 |

## حياة شخصية
لدى مورانت أخت صغيرة، تينيا، نشأت وهي تلعب كرة السلة معه في الفناء الخلفي لمنزلهم وتتنافس الآن في مدرسة هيلكريست المتوسطة في دالزيل. لديه عبارة «لا يوجد تحت أحد»، نصيحة قدمتها له والدته موشومة على ذراعه اليسرى. الفنان المفضل لدى مورانت هو مغني الراب ليل بيبي. غالبًا ما يقارن نشاطه الرياضي مع راسل وستبروك، الذي قال مورانت إنه لاعبه المفضل لأن وستبروك غالبًا ما يتم تجاهله، تمامًا كما كان من قبل مجندين الكلية في المدرسة الثانوية.
مورانت لديه ابنة ولدت في عام 2019.

## إعلام
تلقى مورانت مناداة من مغني الراب جيه كول في أغنية «ماي لايف» من ألبوم كول في 2021 ذا أوف-سيزون. في 1 يونيو 2021، أصدر مغني الراب موني باغ يو أغنية «روكي أوف ذا يير» احتفالًا بحصول مورانت على جائزة إن بي أي أفضل لاعب صاعد في العام. تعكس الأغنية «عقلية مورانت المُستضعفة وتثني على صعوده من طالب جامعي غير معروف قليلاً إلى أن حصل على لقب إن بي أي أفضل لاعب صاعد في العام في موسم 2019-20». في 3 يونيو، أصدر مورانت فيلمًا وثائقيًا من ست حلقات، بروميسلاند (Prmoiseland)، حيث يركز على موسمه الأول في الدوري الأمريكي للمحترفين.

## روابط خارجية
- جا مورانت على موقع إن بي أي (الإنجليزية)
- جا مورانت على موقع سبورتس رفرنس (الإنجليزية)
- جا مورانت على موقع كرة السلة الأوروبية.كوم (الإنجليزية)
- جا مورانت على موقع إي إس بي إن.كوم (الإنجليزية)
- جا مورانت على موقع كلية كرة السلة في سبورتس رفرنس.كوم (الإنجليزية)
- جا مورانت على موقع ريلجم (الإنجليزية)
- جا مورانت على موقع بروبوليرز (الإنجليزية)